# Monarda maritima
Monarda maritima är en kransblommig växtart som först beskrevs av Cory, och fick sitt nu gällande namn av Donovan Stewart Correll. Monarda maritima ingår i släktet temyntor, och familjen kransblommiga växter. Inga underarter finns listade i Catalogue of Life.